# Военная промышленность Аргентины

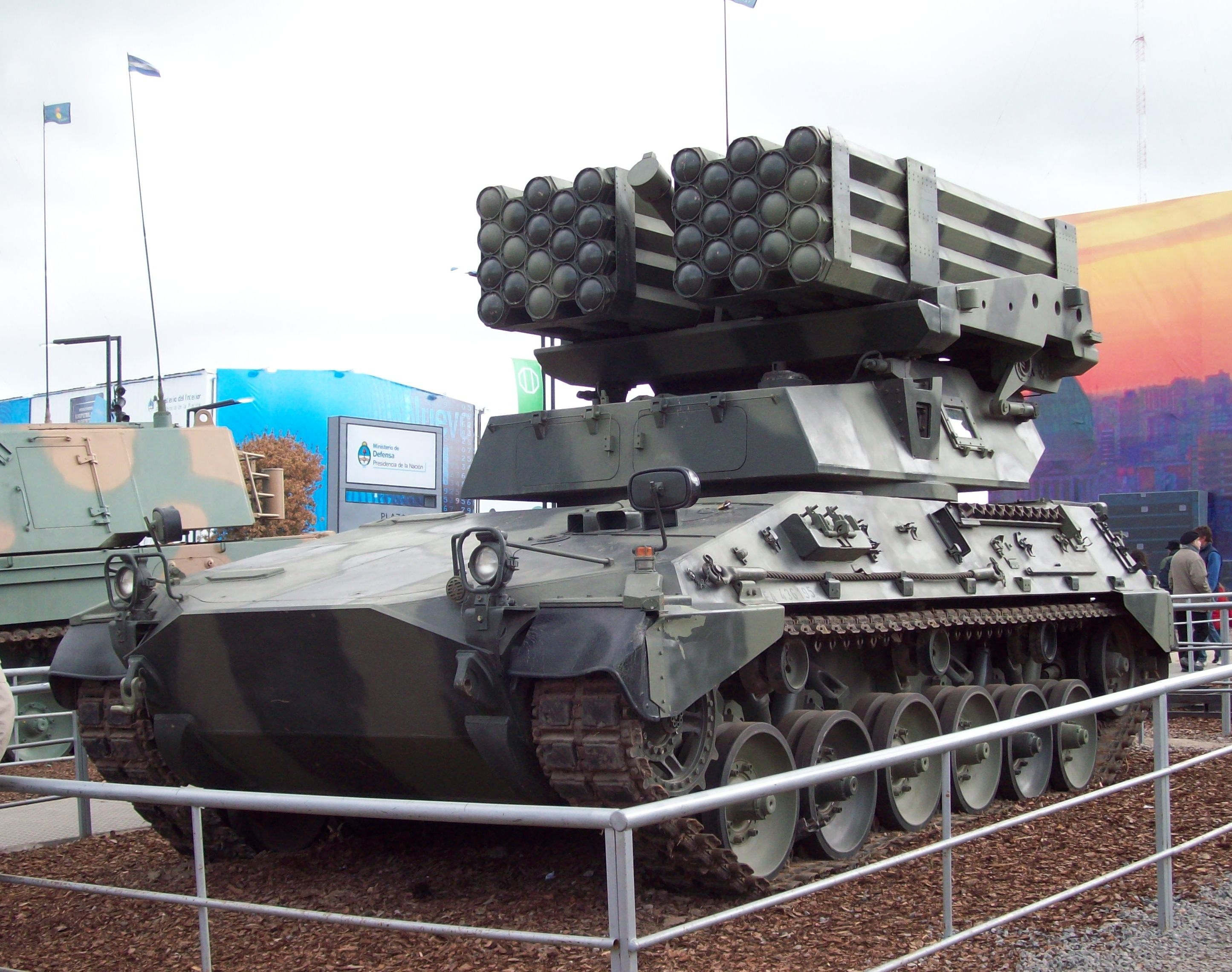
РСЗО TAM VCLC

Военная промышленность Аргентины (исп. Industria Militar Argentina) — комплекс отраслей промышленности, который обеспечивает разработку, производство и постановку на вооружение военной и специальной техники, амуниции, боеприпасов как для вооружённых сил Аргентины, так и на экспорт. Включает научно-исследовательские и испытательные организации. Страна занимает второе место в Латинской Америке (после Бразилии) по номенклатуре и объёму выпуска продукции военного назначения.

## История

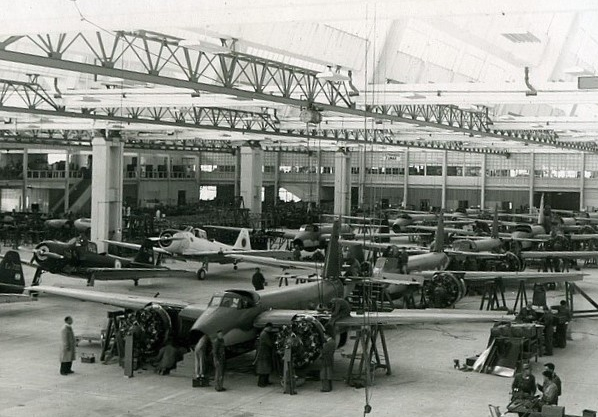
Сборка бомбардировщиков «Калькин» в 1940-х

В конце XIX — начале XX веков противостояние Аргентины с другими южноамериканскими региональными державами не раз приводило к гонкам вооружений (Аргентино-чилийская гонка морских вооружений, Южноамериканская дредноутная гонка). Поставщиками оружия для враждующих сторон традиционно были Британия и Германия. Именно тогда в Аргентине появились зачатки военной промышленности. Капитан Анхель Франсиско Чьесанова (исп. Angel Francisco Chiesanova) создал четырёхзарядную винтовку Chiesanova. Рафаэлем Фиттипальди в начале 1910-х годов был разработан и запатентован в USTPO пулемёт Фиттипальди.
Но наиболее важные шаги по созданию оборонной промышленности были предприняты во время Второй мировой войны, в которой Аргентина сохраняла нейтралитет. Угроза вторжения союзнических войск и американское эмбарго на поставку оружия заставили государство ускоренно заняться разработкой и производством вооружения и амуниции. Аргентинскими инженерами и военными были разработаны такие образцы техники как средний танк «Науэль», представлявший собой средний танк по мотивам «Шермана» (выпушено 16 экземпляров) и автомобиль повышенной проходимости «Ньянду́». Авиастроение было относительно развито ещё до начала Второй мировой войны. На предприятиях FMA, IMPA и др. строили как лицензионные, так и собственные разработки — учебные (FMA I.Ae. 22 DL, IMPA Tu-Sa), разведывательные самолёты, лёгкие бомбардировщики «Бомби».
В конце 1940-х годов Аргентина получила выгоду от набора видных немецких  ученых и инженеров, бежавших из Европы после поражения нацистов и ищущих убежища в Латинской Америке. В первую группу этих беженцев также входил французский конструктор Эмиль Девуатин, наказанный как коллаборационист на родине, который вместе с аргентинскими инженерами Хуаном Игнасио Сан-Мартином, Энрике Кардейлхаком, Норберто Л. Морчио возглавлял программу экспериментального истребителя IAe 27 Pulqui I (в переводе с языка индейцев мапуче "Стрела-1"), представлявшим собой низкоплан со прямым крылом, вцелом, подобный по аэродинамической компоновке истребителю F-84 Тандерджет. Прототип совершил свой первый полет из Escuela Militar de Paratroopers (Кордова) 9 августа 1947 года. Pulqui I был первым реактивным самолетом, спроектированным и построенным в Латинской Америке. Экспериментальный самолет обнаружил во время испытательных полетов ряд проблем, таких как высокий расход топлива английского двигателя «Нин», что ограничивало его автономность. Это, как и быстрый прогресс в области аэродинамики трансзвуковых скоростей определили, что программа была свернута. Однако полученный опыт способствовал прогрессу аргентинской промышленности, которая стала восьмой в мире, кто создавшей собственный реактивный самолет.
Немецкий конструктор Курт Танк, бывший техническим директором фирмы Фокке-Вульф и создателем истребителя Фокке-Вульф FW-190, эмигрировал в Аргентину по поддельному паспорту на имя Педро Маттиса. Вместе с 62 немецкими конструкторами, приехавшими вместе с ним, он, на заводе Fábrica Militar de Aviones в Кордове адаптировал базовый проект Та 183 для английского двигателя Нин. Самолет по аэродинамической компоновке (высокоплан со стреловидным крылом и Т-образным оперением) был похож на советский Ла-15 с таким-же двигателем. Самолет совершил первый полет в 1950 году. Хотя самолет получился вполне удачным удар по проекту нанесло печальное состояние финансов после экономического кризиса 1953 года. Правительство Аргентины склонялось к покупке подержанных английских Метеоров F-4 и американских F-86 Сейбр, которые обходились дешевле, чем постройка новых самолетов, а президент Перон отказался компенсировать немецким конструкторам издержки, связанные с почти двухкратным обесцениванием аргентинского песо и в 1955 году просто отказался продлить с нми контракт. В сентябре 1955 года единственный оставшийся прототип Pulqui II был задействован в ходе Revolución Libertadora, государственного переворота под предводительством генерала Эдуардо Лонарди против Перона. Всего, до 1960 года, уже без участия немцев было собрано 28 самолетов.
На верфях страны началась постройка корветов типа «Муратюр» и фрегатов типа «Азопардо». На заводах «Фрай Луис Бельтран» (DGFM), «Доминго Матеу», Hispano-Argentina и «Алькон» велось производство стрелкового оружия, часть которого экспортировалась. К примеру, пистолет «Баллестер-Молина» (аргентинский аналог Кольта М1911) использовался подразделениями коммандос Великобритании.
После окончания войны вооружение и военная техника закупалась в основном в США и других стран Запада, хотя и велись некоторые разработки с привлечением учёных из стран Оси. Так, компанией FMAP-DM (исп. Fábrica Militar de Armas Portátiles Domingo Matheu) было развёрнуто производство автомата Sturmgewehr 44 под обозначением CAM 1, кроме того, предприятием CITEFA на базе StG44 было разработано несколько прототипов автомата.
Новый импульс военная промышленность получила в 1970 годах в связи с вводом Соединёнными Штатами эмбарго на поставки оружия из-за нарушений прав человека в Аргентине, военное правительство которой проводило «грязную войну» против ультралевых и ультраправых боевиков. Ранее, в 1967 году правительством был принят план развития (План «Европа») военного сектора экономики для самообеспечения некоторыми видами вооружений армии с последующим выходом на международный рынок. Усилилась кооперация в области военных технологий с западноевропейскими фирмами, Израилем и ЮАР. К началу 1980-х годов доля военно-промышленного комплекса Аргентины в совокупном ВВП дошла до 17 %. Число только крупных оборонных компаний увеличилось до 40. Сумма военных расходов в период с 1969 по 1978 годы выросла в три раза — с 454 млн долларов до 1,467 млрд долларов. Однако некоторые успехи были нивелированы коррупцией и неэффективным государственным управлением. Ежегодные убытки военной отрасли в период 1980-87 годов составляли от 187 до 681 млн долларов.
При технологическом участии западногерманской фирмы ThyssenKrupp было развёрнуто производство бронетехники семейства TAM/VCTP на государственном танковом заводе TAMSE. На предприятии TENSA (исп. Talleres Electromecánicos Norte S.A.) в Кордове планировался выпуск 1000 единиц бронетранспортёра VAE и боевой разведывательной машины VAPE, разработанных французскими компаниями.

### Авиа- и ракетостроение
Аргентина располагает относительно развитым авиастроением. В городе Кордова расположен старейший в Латинской Америке авиационный завод, производящий учебно-боевые самолеты FMA IA 63 Pampa, спроектированного на основе французского УТС Dassault Alpha Jet (выпущено 19штук), составляющие, наряду с бразильскими турбовинтовыми штурмовиками Embraer EMB 312 Tucano (24 штуки) основу истребительной и штурмовой авиации аргентинских ВВС.
В конце 1940-х годов началась разработка крылатой ракеты класса «воздух-воздух» AM-1 Tábano, первой в своём классе в Южной Америке.
После прихода к власти Карлоса Менема (1989) в стране был начат широкий процесс приватизации затронувший и оборонную промышленность. При нём был закрыт проект разработки баллистической ракеты средней дальности «Кондор-2» в 1991 году; это было связано как с отсутствием средств для дальнейшей работы над проектом, так и давлением со стороны США.
Авиапромышленность Аргентны представлена в настоящее время следующими предприятиями:
«Авиационная фабрика Аргентины» (г. Кордова, пров. Кордова) - главный производитель авиационной техники в стране. Предприятие выпускает учебно-боевые самолеты (УБС), отдельные комплектующие для военно-транспортных самолетов KC-390, разработанных бразильской авиастроительной корпорацией «Эмбраер». На фабрике также проводятся техническое обслуживание и ремонт самолетов и вертолетов как военной, так и гражданской авиации иностранных производителей (Боинг 737, «Эрбас» А.320, самолеты базовой патрульной авиации Р-3С «Орион», тактические военно-транспортные самолеты С-130 «Геркулес», штурмовики ЕМВ-314 «Супер Тукано» и другие).
До 1988 года предприятие выпускало штурмовики IA-58 «Пукара» (в ВВС Аргентины имеется 27 единиц). Компания осуществляет ремонт и техническое обслуживание данной техники.
Основным проектом, реализуемым на фабрике в интересах ВВС страны, является производство УБС «Пампа» (начато в 1984 году). Наиболее современная модификация - IA-63 «Пампа-3», разработанная и одобренная к выпуску в 2016-м.
Частная компания «Аэродримс» (г. Буэнос-Айрес) производит беспилотные летательные аппараты (БПЛА) и вертолеты военного и гражданского назначения.
Частная компания «Сикаре хеликоптерс» (г. Буэнос-Айрес) специализируется на производстве вертолетов и БПЛА как военного, так и гражданского назначения, авиационных средств моделирования (имитации) боевых действий.
Национальная комиссия по аэрокосмической деятельности (г. Буэнос-Айрес) курирует разработки в области ракетно-космической техники. Штат сотрудников составляет 245 человек. Комиссии подчинены:
- космический центр Теофило Табанера (г. Кордова, пров. Кордова);
- наземная станция "Огненная земля" (г. Толуин, терр. Огненная земля);
- испытательный центр (пров. Ла-Роха);
- космический центр Пунто-Индио (г. Пипинас, пров. Буэнос-Айрес);
- космический центр Мануэль Бельграно (ВМБ Пуэрто-Бельграно, г. Пунта-Альта, пров. Буэнос-Айрес);
- государственная компания «Вехикуло эспесиаль де нуэва генересион» (г. Буэнос-Айрес), специализирующаяся на проектировании ракетной техники и спутниковых систем связи.
Основными проектами, реализуемыми национальной комиссией по аэрокосмической деятельности Аргентины, являются создание ракет-носителей «Тронадор-2» и «Тронадор-3», завершение формирования спутниковой группировки системы связи «Аргентина сателайталес» («Ар-сат»).

### Судостроение
Аргентина располагает всеми необходимыми мощностями для строительства военных кораблей классов «корвет», «фрегат», «подводная лодка», а по сообщениям западных СМИ и авианосцев, крейсеров и эскадренных миноносцев. Восстановление национального военно-промышленного комплекса правительство Аргентины тесно связывает с военным судостроением. На базе верфей Tandanor и Astillero Almirante Storni был создан военно-морской комплекс CINAR (исп. Complejo Industrial y Naval Argentino), подконтрольный Министерству обороны Аргентины. Предпринимаются попытки аргентинских дипломатов с целью размещения странами Меркосур заказов верфям страны на строительство военных кораблей.
В апреле 2016 года Министерство промышленности Аргентины объявило о возобновлении проекта по строительству на верфи Astillero Río Santiago патрульных кораблей типа OPV-80 немецкой разработки.
Судостроительная промышленность Аргентины представлена следующими предприятиями:
Государственный судостроительный завод «Альмиранте сторни» (г. Буэнос-Айрес) специализируется на строительстве дизель-электрических подводных лодок. Ввод в эксплуатацию производственных мощностей предприятия выполнялся при участии специалистов компании «Тиссен-Крупп» (ФРГ). Численность персонала около 600 человек.
Государственный судостроительный завод «Танданор» (г. Буэнос-Айрес) — крупнейшее в Латинской Америке предприятие по выпуску патрульных кораблей, их ремонту и модернизации. Численность персонала около 600 человек.
В 2010 году судостроительные заводы «Альмиранте сторни" и «Танданор" структурно объеденены в Военно-морской промышленный комплекс Аргентины - CINAR - и переданы в подчинение ВМС страны.
Государственный судоремонтный завод «Астильеро Рио-Сантьяго» (г. Энсенада, пров. Буэнос-Айрес) занимается ремонтом и модернизацией дизельных подводных лодок, эскадренных миноносцев «Меко 360» и фрегатов «Меко 140» национальных ВМС.
Крупнейшим контрактом, выполняемым на заводе в интересах ВМС страны, является ремонт дизель-электрической подводной лодки «Санта-Круз».

### Танковая промышленность и производство артиллерийских вооружений
Государственная корпорация ТАМСЕ (г. Буэнос-Айрес) — ведущий производитель бронетехники. С 1976 по 1995 год предприятие выпускало легкий танк ТАМ, всего было произведено 256 единиц. Наиболее современной его версией в сухопутных войсках Аргентины является модификация TAM-2C.
Кроме того, ведется разработка модификации TAM-2IP. Следует отметить, что производственные линии для указанной техники сохранены.
Помимо этого, на базе легкого танка ТАМ разработаны 155-мм самоходная гаубица VCA «Палмария», боевая машина пехоты VCTP, реактивная система залпового огня VCLC, самоходный 120-мм миномет VCTM и командно-штабной бронетранспортер VCPC.
В интересах рационального расходования бюджетных средств на приобретение нового вооружения в 2005 году был создан легкий танк «Патагон», который представляет собой комбинацию шасси от австрийского танка Sk 105 «Кирасир» и башню от французского AMX-13 с орудием FL-12. Однако в 2008 году реализация данного проекта была прекращена в связи с его низкой экономической эффективностью. Всего выпущено пять танков данного типа из 40 запланированных.
Государственная корпорация «Ф.Л. Белтран» (Сан-Лоренцо, пров. Санта-Фе) производит зенитные пушки, минометы, стрелковое оружие, авиационные бомбы, НУР, гранаты, патроны.
Государственная фабрика «Асуль» (г. Асуль, пров. Буэнос-Айрес) изготавливает взрывчатые вещества для боеприпасов, твердое ракетное топливо для управляемых и неуправляемых ракет.
Государственная военная фабрика «Рио-Терсеро» (г. Рио-Терсеро, пров. Кордова) выпускает 155-мм артиллерийские установки, 105-мм танковые пушки и башни для легкого танка ТАМ, танковые выстрелы, снаряды для гаубиц, взрывчатые вещества и пороха для боеприпасов.
Частные компании «Берса» (г. РамосМехия, пров. Буэнос-Айрес) и «Рексио» (г. Буэнос-Айрес) производят пистолеты, револьверы и боевые ружья.
Научно-технический исследовательский институт обороны (г. Буэнос-Айрес) разрабатывает новые системы вооружения в интересах ВС Аргентины. На институт возложены следующие задачи:
- проведение прикладных исследований и создание систем вооружения, подсистем и компонентов;
- организация сотрудничества с государственными и частными предприятиями;
- направление на серийное производство оборудования, вооружения и военной техники в соответствии с производственными возможностями предприятий;
- модернизация производственного оборудования.
На базе института разработаны и производятся 155-мм буксируемые гаубицы (L45 GALA, L33), реактивные системы залпового огня (CP-30, "Памперо"), противотанковые гранатометы ("Мара-400"), ракеты класса "воздух - земля" (AS-25K), средства моделирования (имитации) боевых действий, оптоэлектронные системы.

### Радиоэлектронная промышленность
Частная компания «Кодесур» (г. БуэносАйрес) - ведущее предприятие Аргентины, специализирующееся на информационных технологиях, комплексах радиоэлектронной борьбы, автоматизированных системах управления, связи и разведки, радиолокационных станциях и др.

### Атомная промышленность
Государственная корпорация INVAP (г. Сан-Карлос-де-Барилоче, пров. РиоНегро) специализируется на проектировании и строительстве ядерных реакторов, спутниковых систем, бортовых радиолокационных станций для самолетов базовой патрульной авиации, патрульных кораблей и подводных лодок, а также морских средств моделирования (имитации) боевых действий. Штат сотрудников около 1300 человек.

## Предприятия

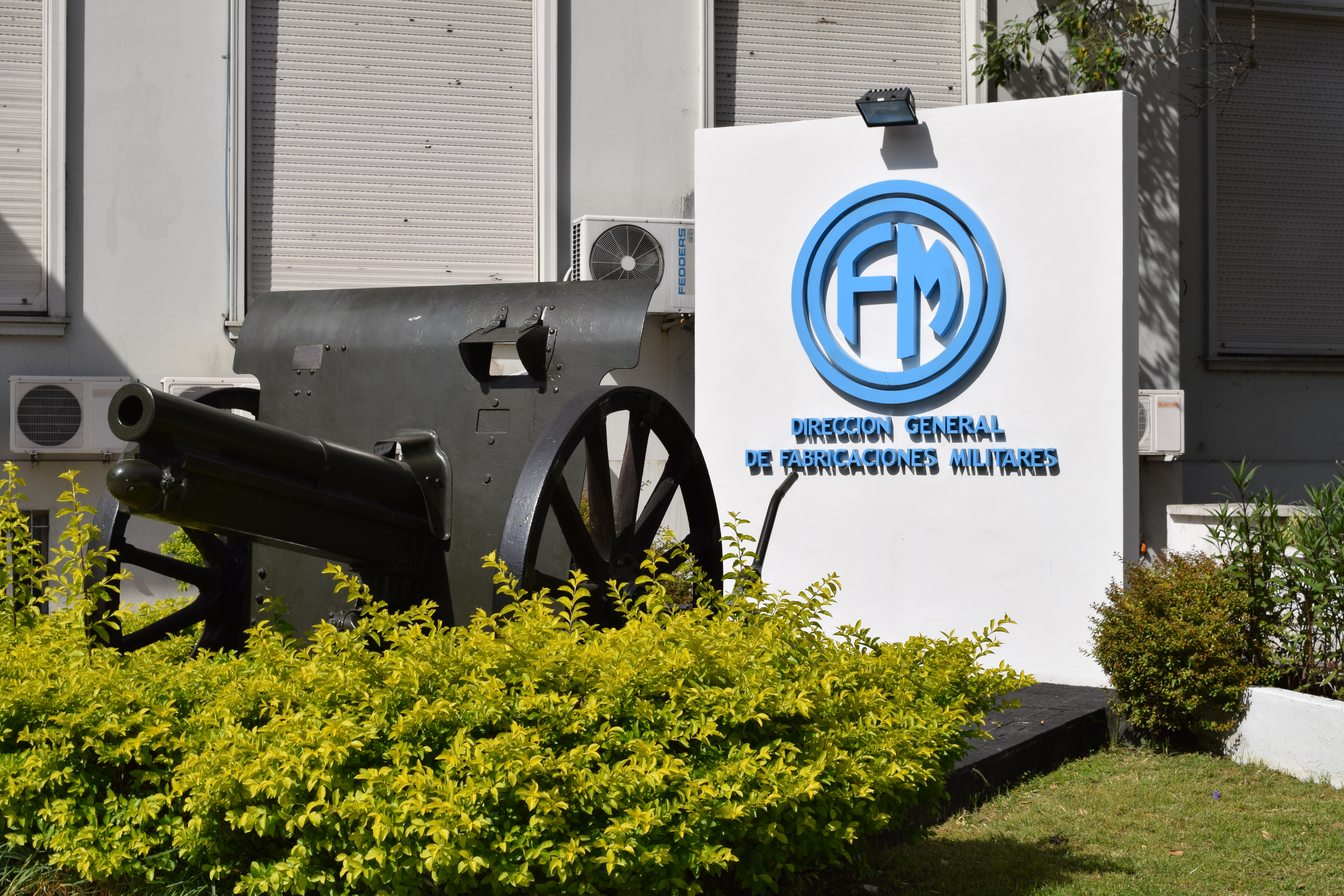
Офис оборонной компании DGFM

- AeroDreams — компания, специализирующаяся в разработке и производстве военных и коммерческих беспилотных летательных аппаратов (БПЛА).
- Astarsa — судостроительная верфь. Кроме того, с конца 1960-х компанией велась сборка по лицензии французских лёгких танков AMX-13[18].
- Astillero Almirante Storni (экс-MMDG, «Домек Гарсия») — судостроительная верфь. Была образована в 1982 году совместно с немецким концерном ThyssenKrupp специально для постройки подводных лодок. Предполагалось производство четырёх субмарин типа «Санта-Крус» (TR-1700). Сокращение государственного финансирования привело предприятие к банкротству в 1996 году. В 2004 году верфь была возрождена для ремонта субмарин типа «Сальта» и «Санта-Крус»[1].
- Astillero Río Santiago (ранее AFNE) — судостроительная верфь, крупнейшая в Южной Америке[1][6].
- Bersa — производитель стрелкового оружия. Одна из самых успешных и известных аргентинских компаний на данном сегменте рынка[19].
- Cicaré — авиастроительная фирма. Компаний был создан лёгкий боевой вертолёт Cicaré CH-14 Aguilucho.
- CITEDEF — государственное федеральное учреждение, занимающееся исследованием, разработкой и сертификацией вооружения. Разработала артиллерийские орудия L 33, L 45 CALA 30[англ.] и 105-мм CALIV, РСЗО Pampero и CP-30[8], ракеты Mathogo, «Альбатрос», «Мартин Фьерро», «Мартин Пескадор» и AS-25K[англ.], гранатомёт MARA, баллистические ракеты SS-50 и серию «Кондор»[англ.].
- FAdeA — государственная авиастроительная фирма.
- Fábrica de Armas Halcón — производитель стрелкового оружия. Расположена в Авельянеде. В годы Второй мировой войны разработала и производила семейство пистолетов-пулемётов Halcón M-1943.
- «Доминго Матеу» — крупный производитель стрелкового оружия. В 1990-х был закрыт[20]. Наиболее известной продукцией являются автомат FARA 83 и пистолет-пулемёт FMK-3.

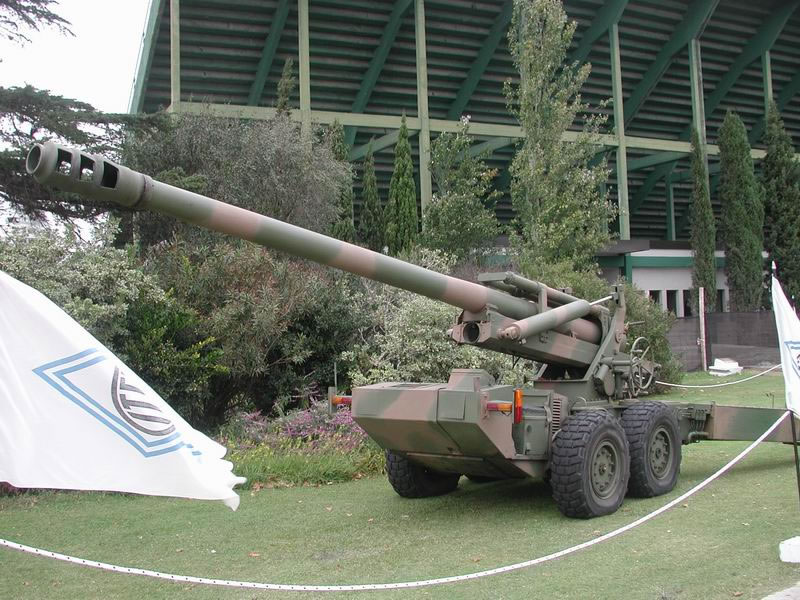
155-мм пушка аргентинского производства

- Direccion General de Fabricaciones Militares (DGFM) — главное управление военной промышленности. С момента создания в 1941 году и до 1996 организационно входила в структуру Министерства обороны Аргентины. Включает четыре завода:[21]
  - Военный завод «Фрай Луис Бельтран». Расположен в городе Сан-Лоренсо провинции Санта-Фе. Выпускает стрелковое оружие, авиабомбы различного калибра и назначения и боеприпасы для артиллерии ПВО и авиационного вооружения[21].
  - Военный завод «Асуль». Расположен в городе Асуль провинции Буэнос-Айрес. Выпускает взрывчатые вещества[21].
  - Военный завод «Вилья-Мария». Расположен в одноимённом городе провинции Кордова. Выпускает взрывчатые вещества[21].
  - Военный завод «Рио-Терсеро». Расположен в городе Рио-Терсеро провинции Кордова. Химический и машиностроительный комплекс. Крупнейшее в стране предприятие по выпуску продуктов неорганической химии[21].
- Hispano-Argentina — машиностроительная компания. Производила броневики «Криолья Чико» 4×4, военные грузовики «Криолья Гранде» 6×6, пистолеты-пулемёты Hafdasa C-4 и пистолеты Hafdasa Criolla.
- INVAP — технологическая компания. Занимается разработкой радаров[22] и спутников.
- Nostromo Defensa — компания, специализирующаяся в разработке и производстве военных и коммерческих беспилотных летательных аппаратов (БПЛА). Так, разработанный компанией беспилотник «Ярара́» принят на вооружение ВВС Аргентины[23].
- Rexio — торговая марка аргентинской компании Lasserre, под которой выпускаются стрелковое оружие для военных, полицейских структур и гражданского населения.
- TAMSE — бронетанковый завод в городе Булонь-сюр-Мер, провинция Буэнос-Айрес. В период с 1979 по 1985 предприятием было выпущено более 230 единиц бронетехники. Комплектующие на 85 % состояли из отечественного производства[21].
- Tandanor — судостроительная верфь. В 1980-х на предприятии были собраны подводные лодки немецкого проекта 209[1][6].

## Экспорт
Предпринятые в рамках плана «Европа» шаги по наращиванию экспорта вооружений существенных результатов не принесли. Военные продажи за границу в период с 1969 по 1978 годы не превысили 25 млн долларов. При этом часть экспортируемой продукции составили ранее закупленные в странах Запада образцы оружия. Уругваю, Колумбии и Шри-Ланке были поставлены малые партии самолётов «Пукара́».
В настоящее время Аргентина поставляет вооружение странам Африки с нестабильной внутриполитической обстановкой. Так, там используется семейство Bersa Thunder 9 с патроном 9×19. Кроме того, фирма Bersa поставляет свою продукцию в страны Латинской Америки и США.
В первой половине 1990-х Аргентина, несмотря на эмбарго ООН, тайно совершала поставки вооружений в воюющие страны — Эквадору и Хорватии, которые вели на тот момент боевые действия (Война Альто-Сенепа и Война в Хорватии, соответственно). По документам оружие поставлялось в Панаму и Венесуэлу. В скандале оказались замешаны родственник Менема Эмир Йома, экс-министры обороны Оскар Камильон и Антонио Эрман Гонсалес, бывший командующий сухопутными войсками Мартин Бальса.

## Галерея

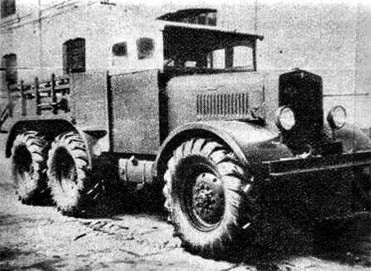
HAFDASA Criollo 6×6
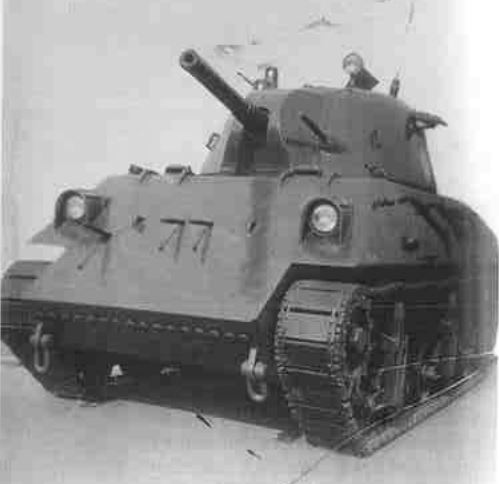
Танк «Науэль»
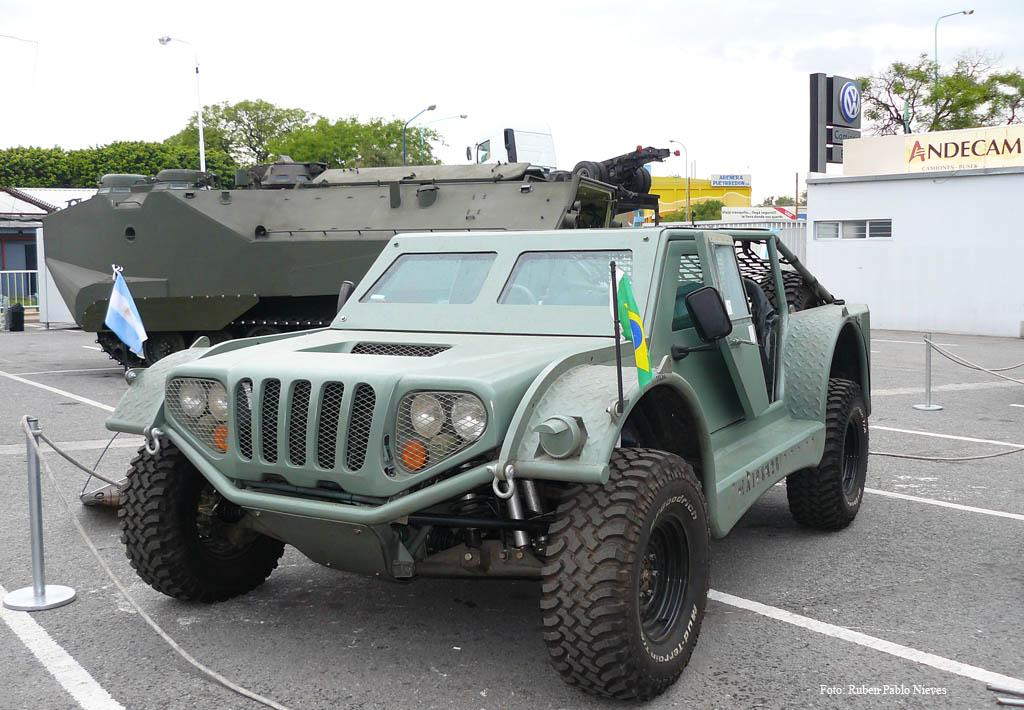
Джип «Гаучо»
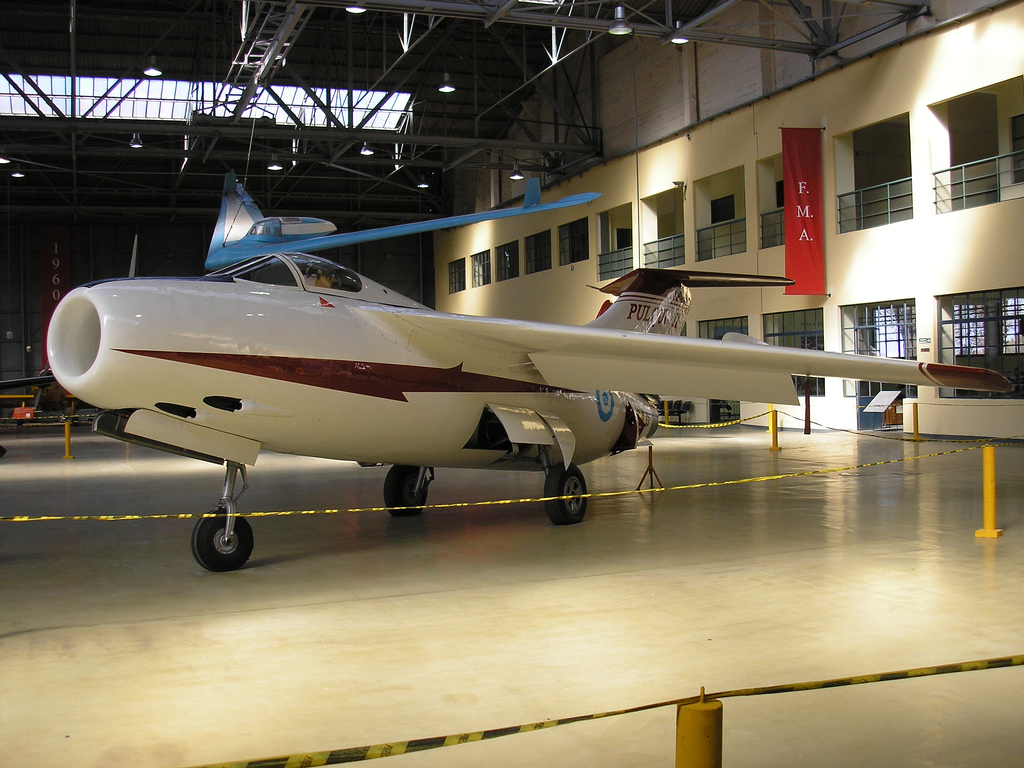
Истребитель «Пульки́ II»
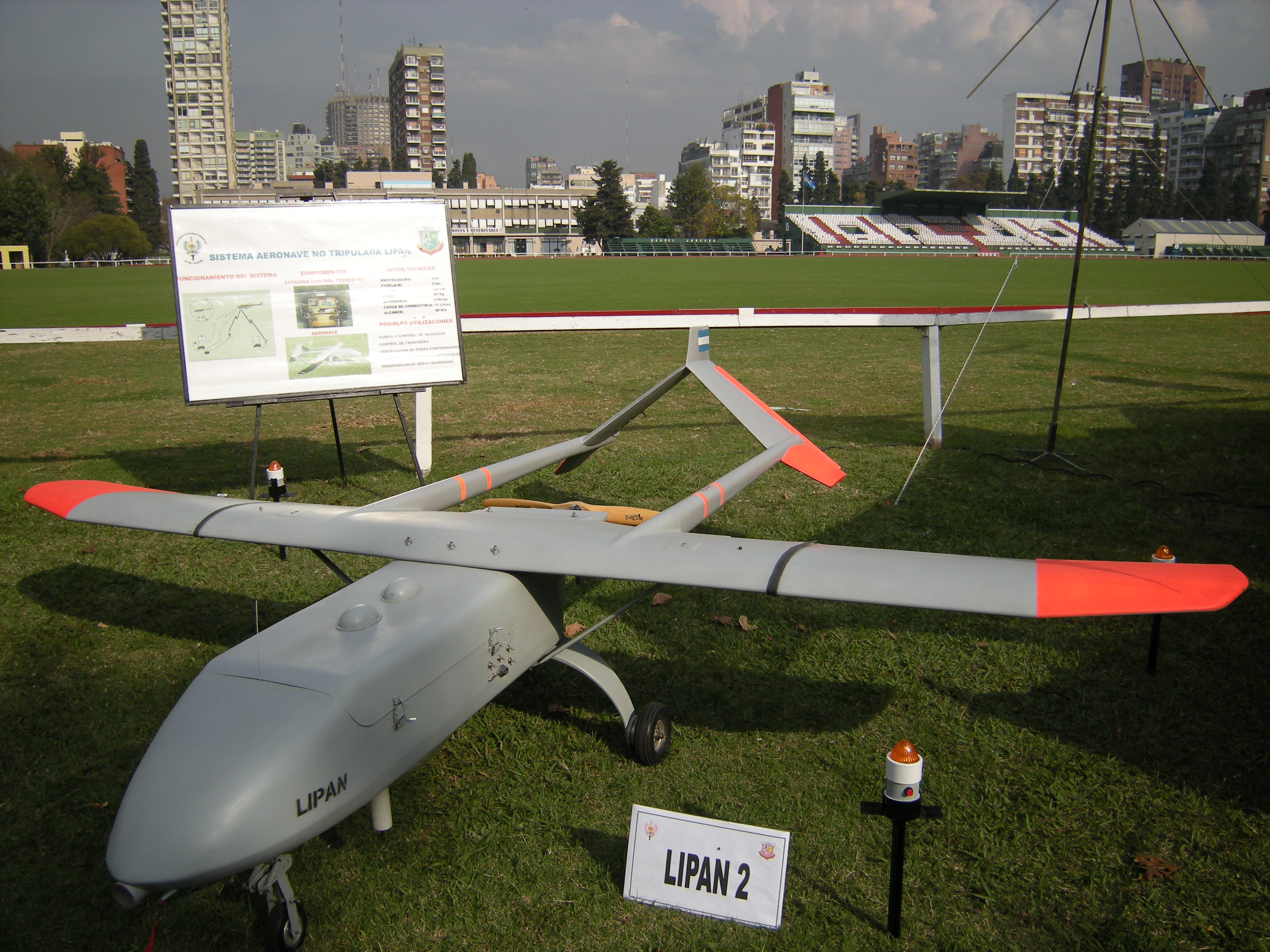
БПЛА «Липа́н II»
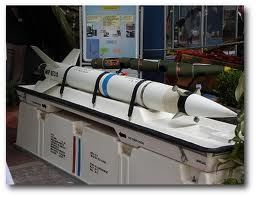
«Марти́н Пескадо́р»
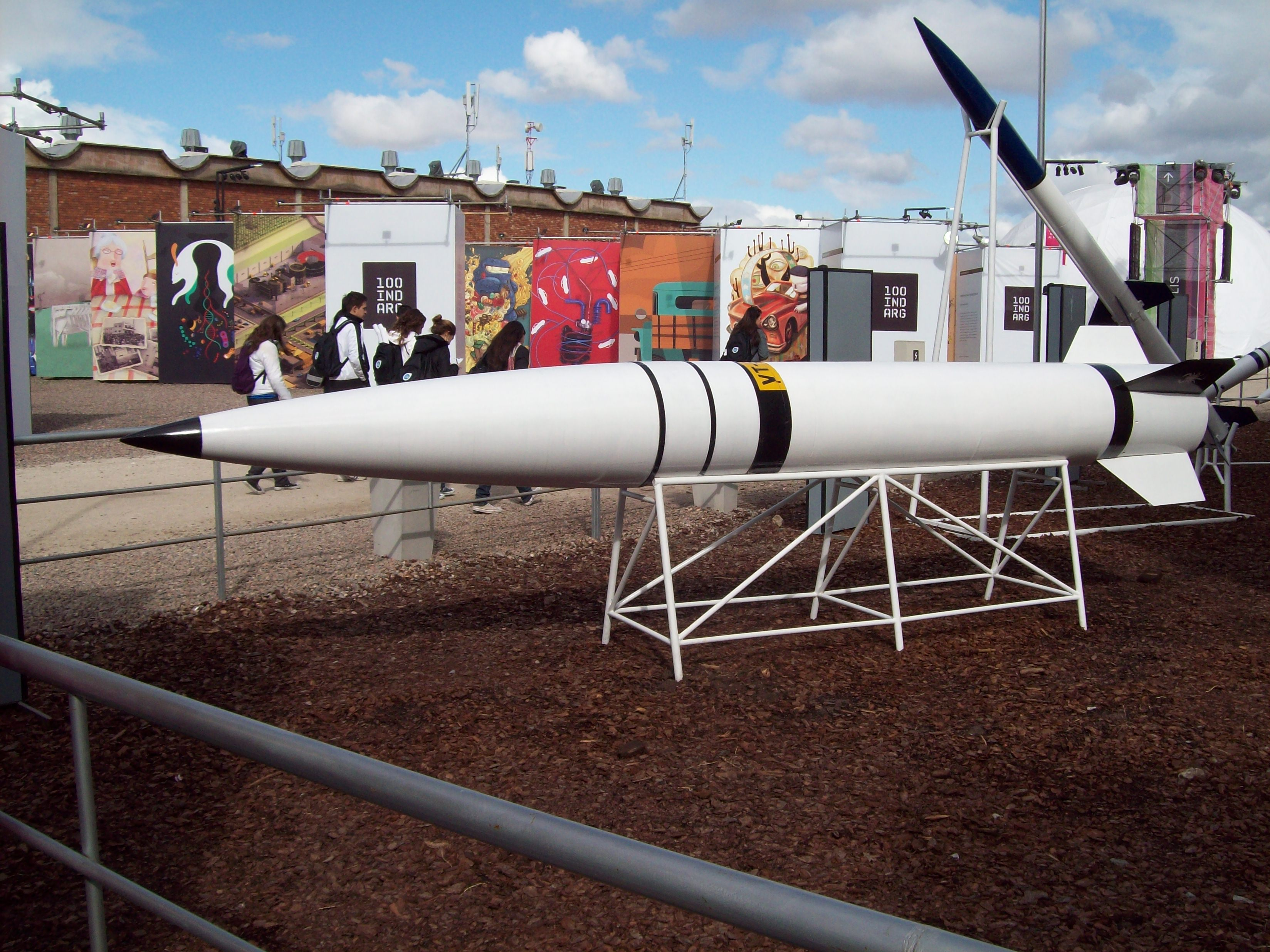
Ракета «Алакран»[англ.]
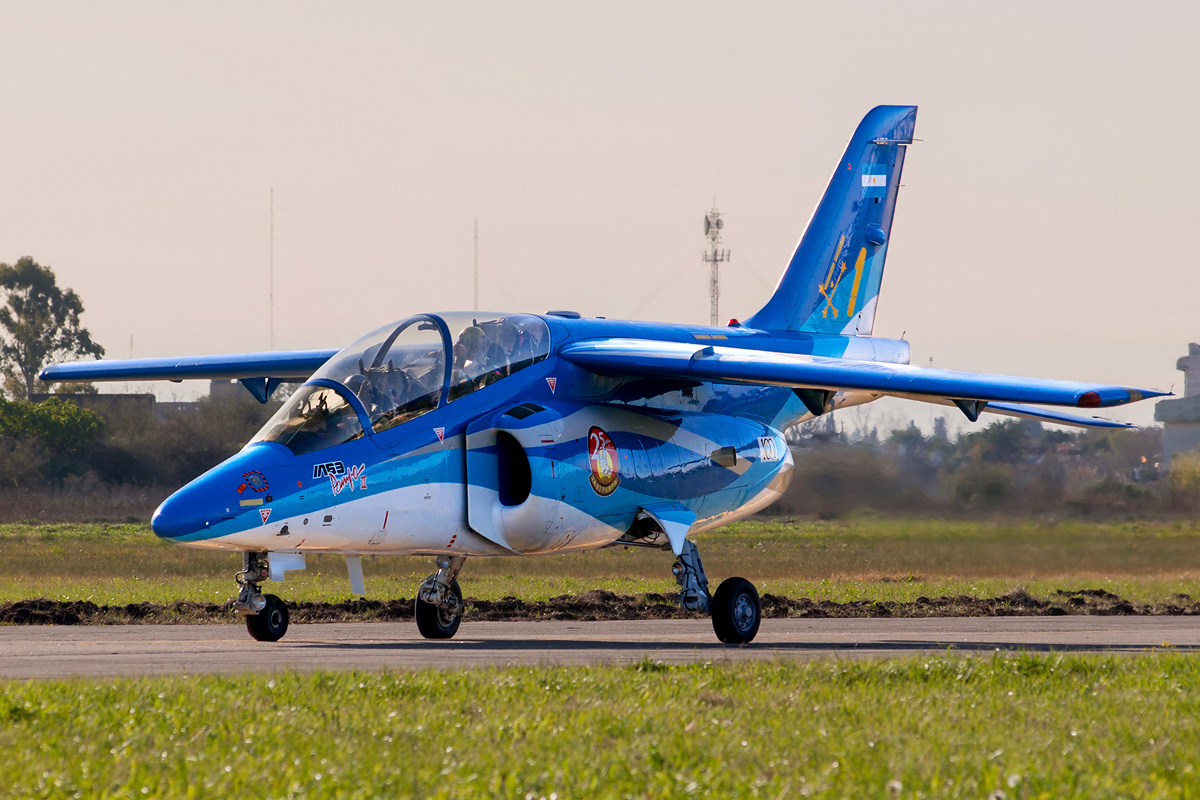
УБС «Пампа»
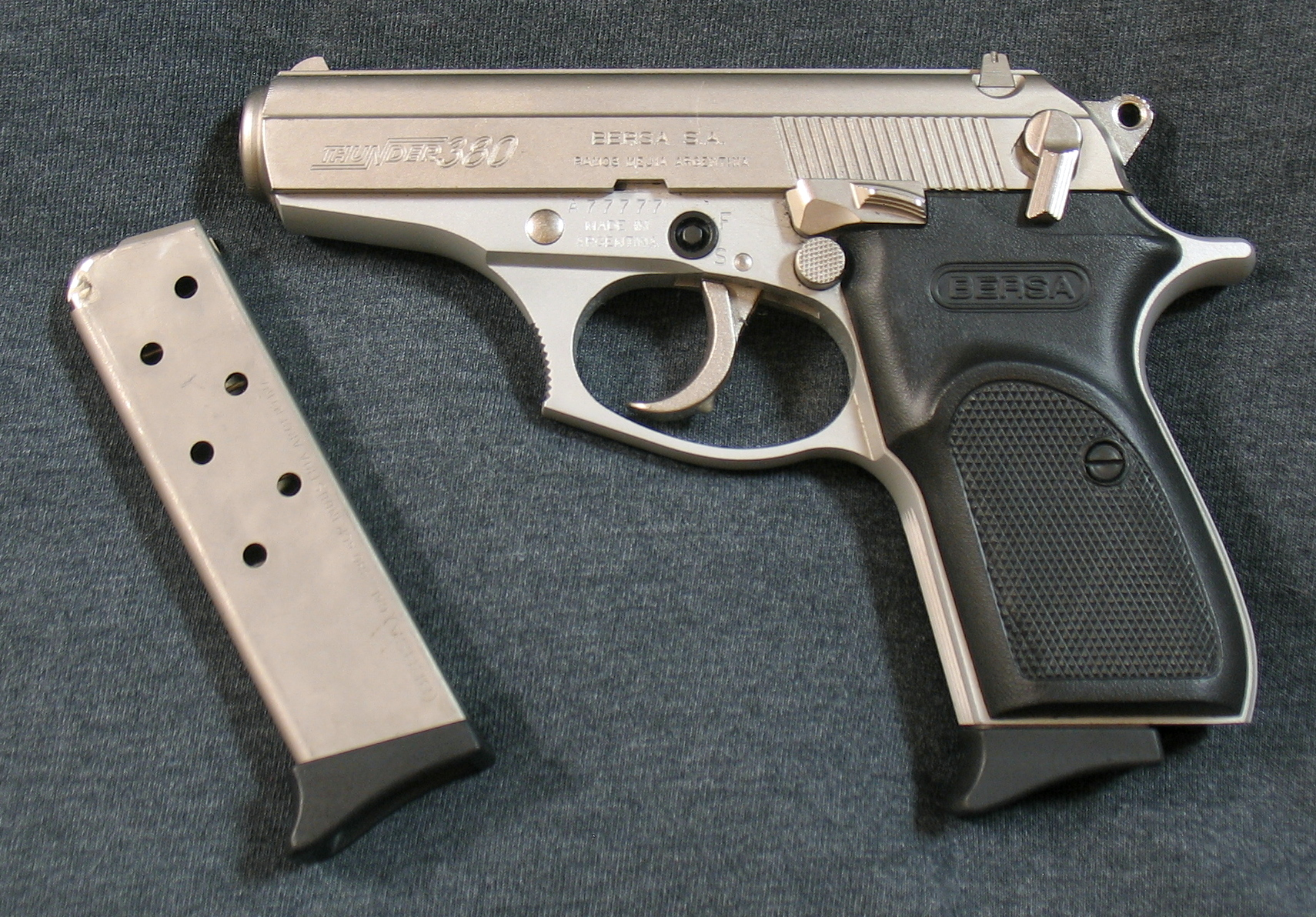
Bersa Thunder 380